# Béky Albert
Monosbéli Id. Dr. Béky Albert (Kiskinizs, 1869. december 9. – Budapest, 1956. október 26.) magyar erdőmérnök, a mezőgazdasági tudományok (erdészet) doktora (1954), alföldfásító, jeles erdészeti szakíró, az Országos Erdészeti Egyesület tiszteletbeli elnöke.

## Életpályája
Tanulmányait a selmecbányai akadémián végezte el. Oklevelének megszerzése után az államerdészet szolgálatába lépett Bedő Albert (1839–1918) hívására. Pár évig az erdőrendezés gyakorlatában dolgozott. 1896–1900 között segédtanárként a királyhalmi szakiskolában működött. Ezután a szászsebesi, majd kolozsvári erdőrendezőség vezetője, miskolci kerületi erdőrendező volt. 1929-ig Debrecenben erdőigazgató volt.
Legtermékenyebb erdészeti szakírónk egyike, közel 200 szaktanulmány fűződik hozzá.

## Családja
Szülei: Béky Pál és Illéssy Erzsébet voltak. 1900-ban, Szászsebesen, házasságot kötött Soltész Margittal (1874–1963). Négy fiuk született: László (1901-?), id. Zoltán (1902–1980) agrármérnök, Sándor (1906-?) és ifj. Albert (1907–1973) főmérnök.
Sírja a Farkasréti temetőben található (35-1-59/60).

## Főbb művei
- Útmutatás erdei facsemeték nevelésére és azokkal való bánásra (Budapest, 1912)
- Az erdőgazdasági nyilvántartás naplói (Erdészeti Lapok, 1913)
- Luczfenyővágásoknak és fiatalosoknak legeltetése (Erdészeti Lapok, 1914)
- Útmutatás az Alföld fásításának munkájához (Budapest, 1932)

## Publikációs jegyzék

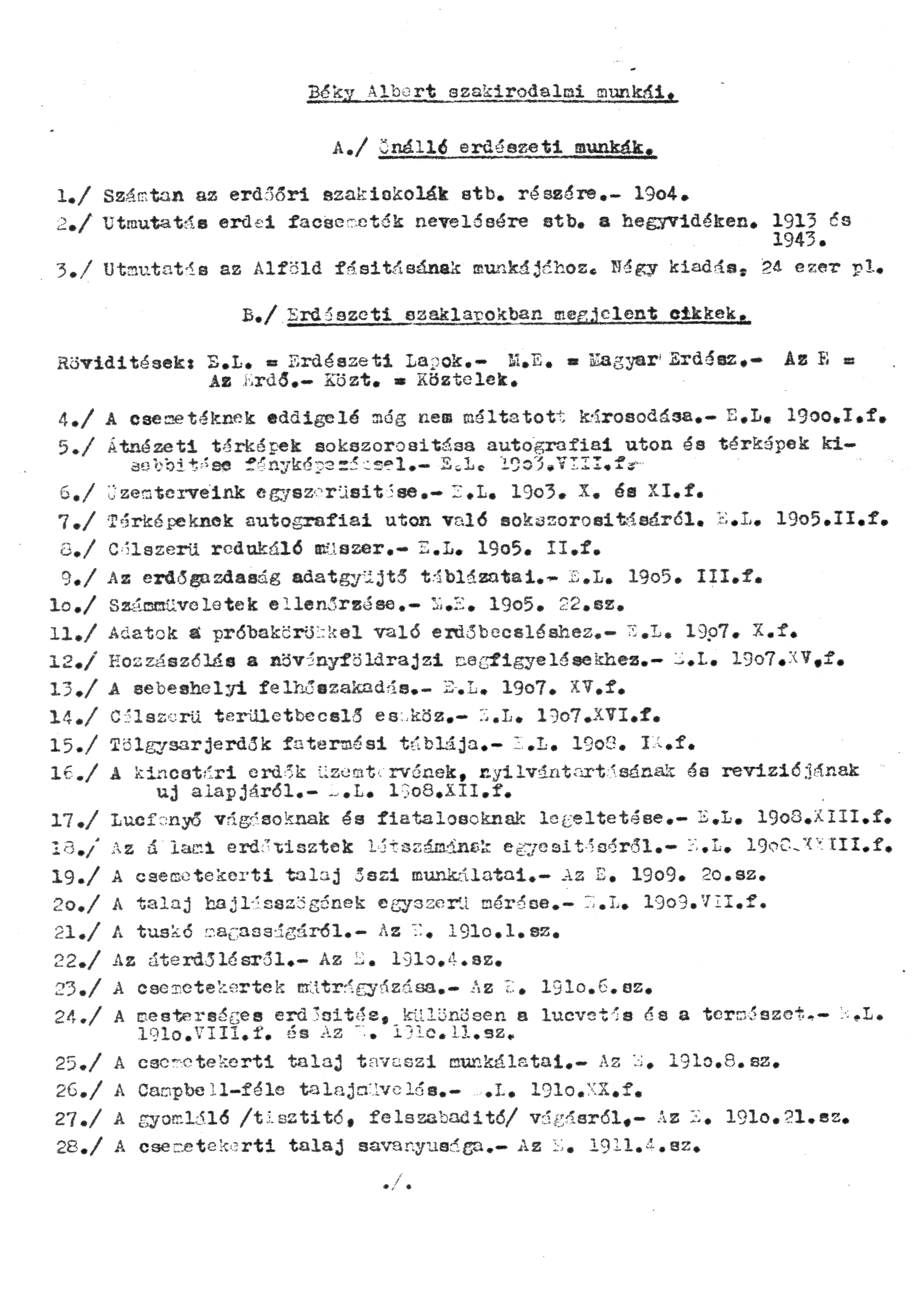
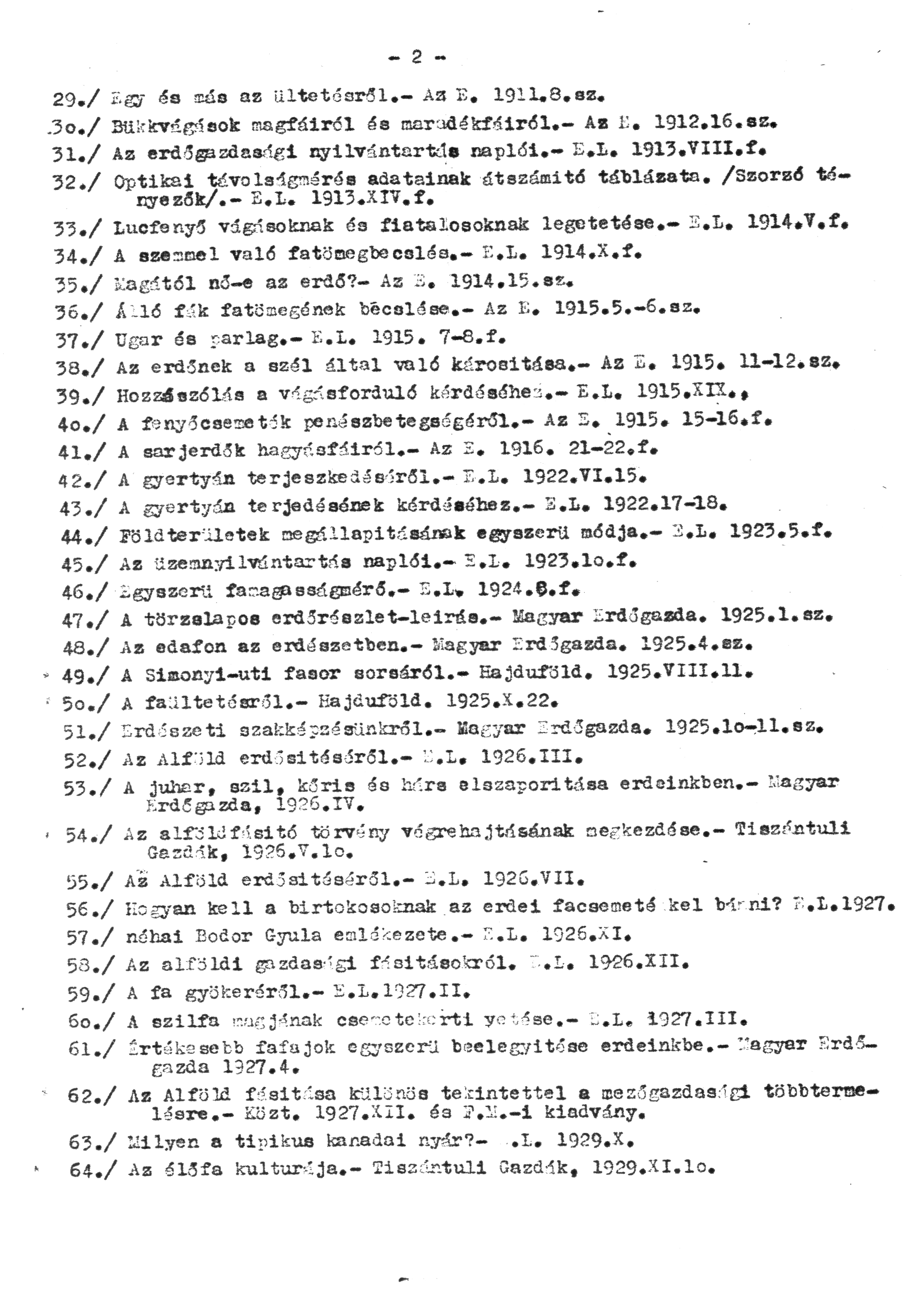
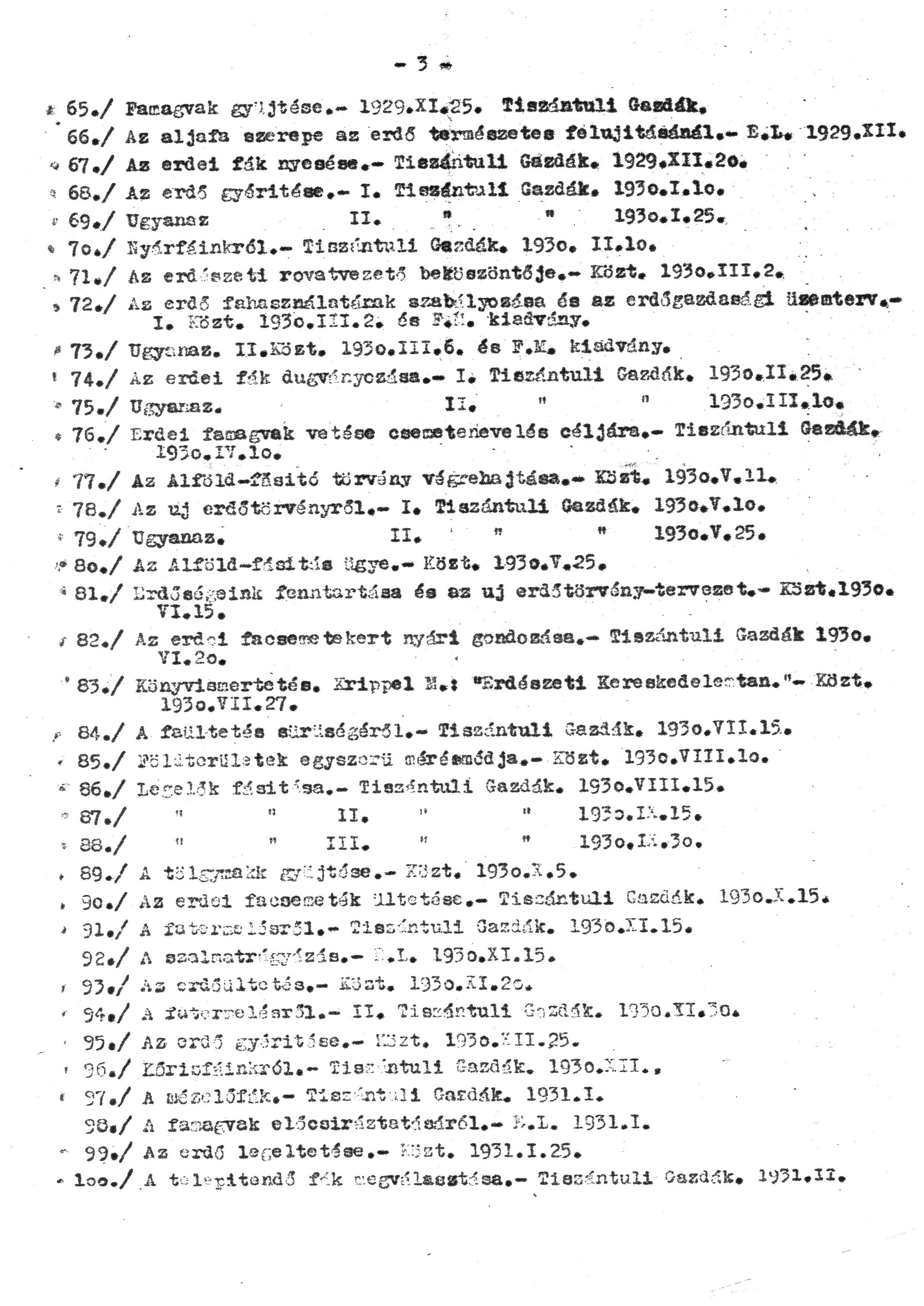
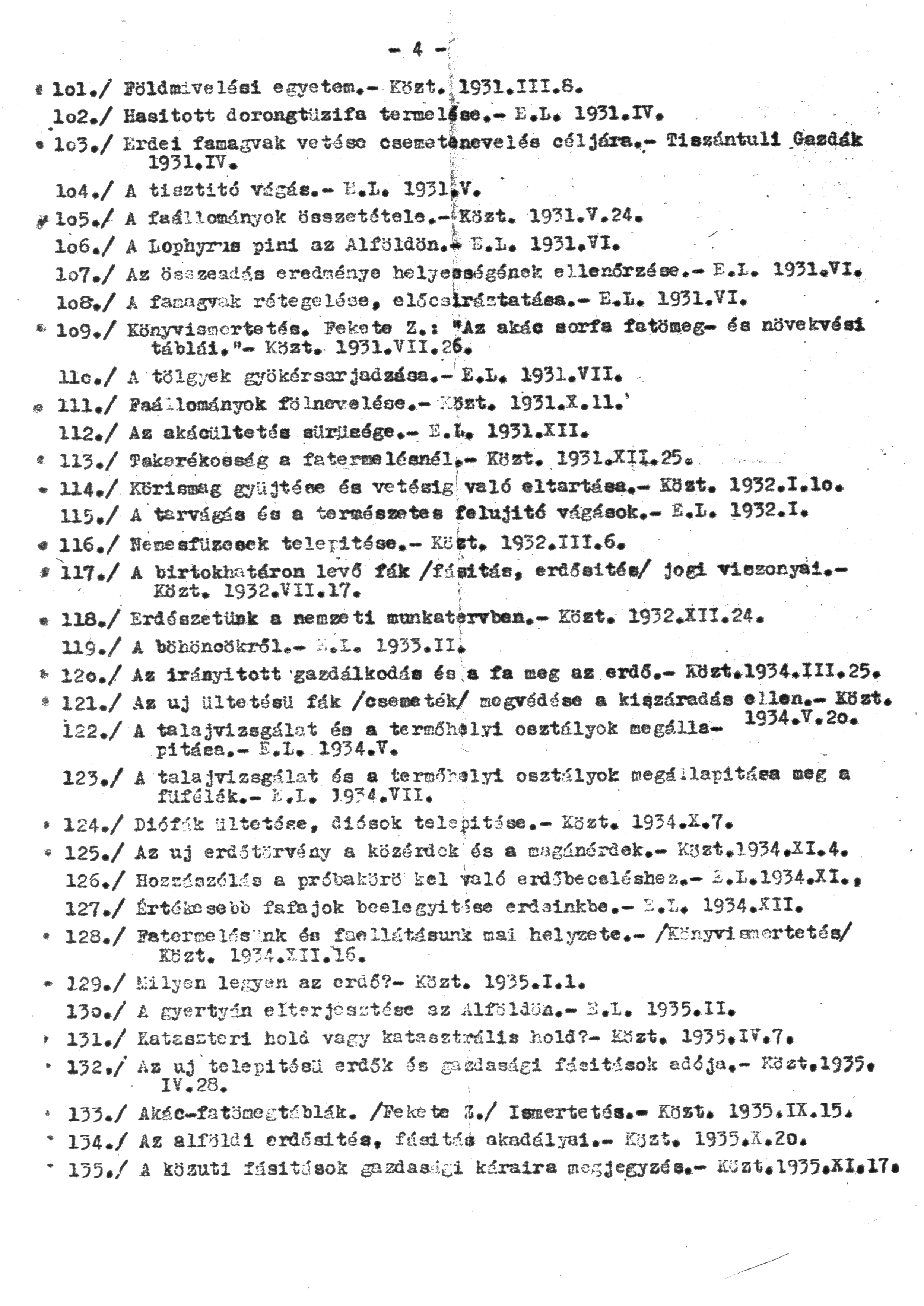
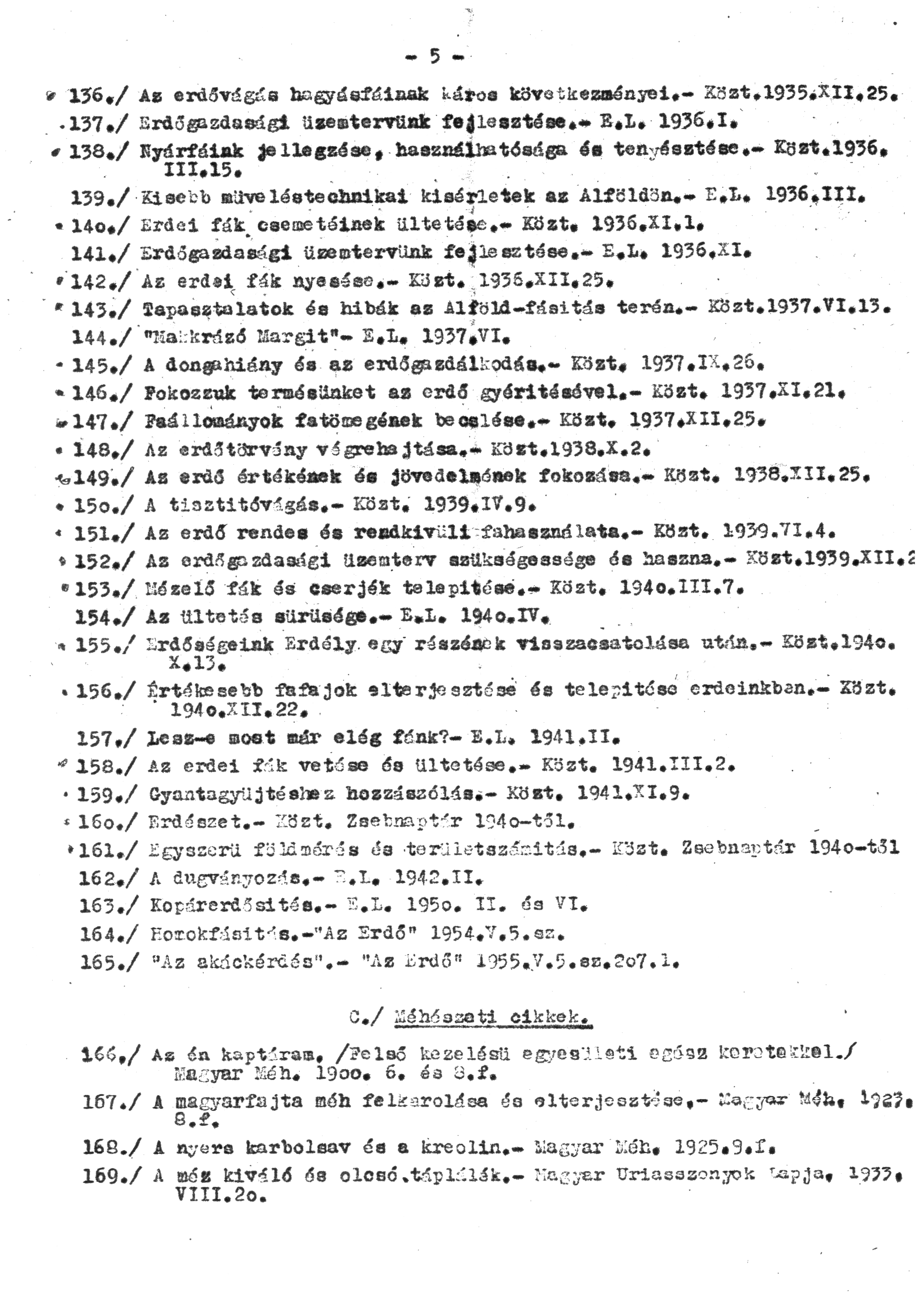
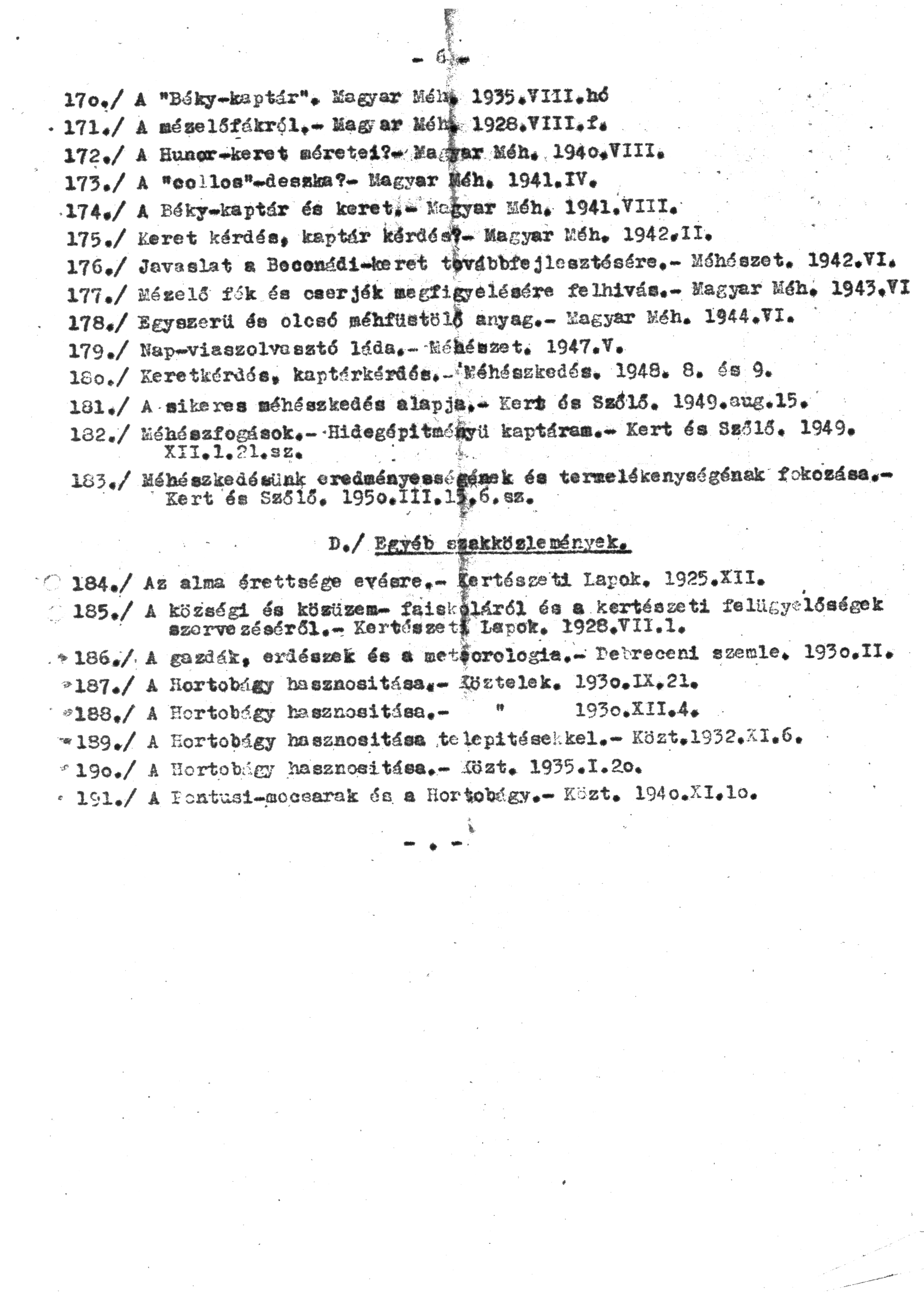